# Domenico Maselli
Domenico Maselli (Alessandria, 24 dicembre 1933 – Lucca, 4 marzo 2016) è stato un politico e storico delle religioni italiano.

## Biografia
Formatosi nell'ambito delle Chiese evangeliche libere, fu pastore della Chiesa valdese di Lucca. Per anni docente di storia del Cristianesimo presso l'Università di Firenze, fu membro dell'Accademia di San Carlo Borromeo.
Dopo un'esperienza nel Partito Socialista Italiano, aderì ai Cristiano Sociali e venne eletto deputato alla Camera nelle liste dei Democratici di Sinistra-L'Ulivo nel 1994 e nel 1996. Confluito nel 1998 nei neonati Democratici di Sinistra, rimase deputato fino al 2001.
Dal 2006 al 2009 fu Presidente della Federazione delle Chiese Evangeliche in Italia (FCEI).
Morì all'età di 82 anni il 4 marzo 2016.